# Richard Scott Bakker
Richard Scott Bakker (alias R. Scott Bakker) (Simcoe, 2 febbraio 1967) è uno scrittore canadese, autore di narrativa fantasy e thriller.

## Biografia
R. Scott Bakker è cresciuto in una fattoria dove si coltivava tabacco, nell'area di Simcoe in Canada. A partire dal 1986 ha frequentato la University of Western Ontario laureandosi in letteratura, quindi ha ottenuto un Master of Arts in Theory and Criticism. Dopo aver lasciato la carriera accademica, non avendo completato i corsi per ottenere il dottorato in filosofia presso la Vanderbilt University,  Bakker si è trasferito a London in Ontario, dove vive con la moglie.
L'opera di R. Scott Bakker è dominata da un'ampia serie fantasy, nota informalmente col nome di The Second Apocalypse, alla quale l'autore si è dedicato sin dagli anni del college. Inizialmente la serie doveva comprendere una trilogia, intitolata The Prince of Nothing (2003-2006), tuttavia Bakker ha iniziato una seconda trilogia, The Aspect-Emperor (dal 2009), all'interno della stessa serie.
Oltre a scrivere fantasy, R. Scott Bakker ha pubblicato alcuni romanzi thriller, fra cui Disciple of the Dog del 2008, che ha come protagonista il detective privato Disciple Manning.

## Opere

### SerieThe Second Apocalypse

#### TrilogiaThe Prince of Nothing
- The Darkness That Comes Before, 2003
- The Warrior-Prophet, 2004
- The Thousandfold Thought, 2006

#### TetralogiaThe Aspect-Emperor
- The Judging Eye, 2009
- The White-Luck Warrior, 2011
- The Great Ordeal , 2016
- The Unholy Consult, 2017

### Romanzi con Disciple Manning
- Disciple of the Dog, 2010
- The Enlightened Dead[1]

### Altri romanzi
- Neuropath, 2008